# Le Théosophisme, histoire d'une pseudo-religion
Le Théosophisme, histoire d'une pseudo-religion est un livre de René Guénon, édité en 1921, retraçant sous la forme d'une « assez solide démonstration historique » la genèse et l'évolution de la Société théosophique fondée par Mme Blavatsky. L'auteur se propose notamment de démontrer que « les doctrines propagées par la Société théosophique reflétent des conceptions purement occidentales, bien souvent modernes… »

## Contenu etL'erreur spirite
En 1921 R. Guénon publie son Introduction générale à l'étude des doctrines hindoues dans laquelle il remet en cause la plupart des études faites jusque-là en Occident sur les traditions orientales. Il y affirme l'existence d'un fond commun véridique que ces traditions partagent avec les antiques traditions occidentales. Participant de cette logique, il publie à la fin de cette même année Le Théosophisme puis en 1923 L'Erreur spirite. Il se donnera pour but à travers ces deux livres de montrer que les différents courants, issus des mouvances occultistes de l'époque, et qui prétendaient avec un succès certain remplacer les religions existantes, n'étaient que des extravagances modernes. Si l'Introduction générale à l'étude des doctrines hindoues s'adressait plus particulièrement aux universitaires, Le Théosophisme cherchait à prévenir un public de sensibilité religieuse, et L'Erreur spirite la fraction de ce public qui pensait trouver dans les « phénomènes spirites » une vérification expérimentale de leur croyance. Ce livre préparera ainsi la voie à son propre exposé des doctrines orientales, qui débutera en 1925 avec L'Homme et son devenir selon le Vêdânta. C'est grâce à l'intercession de Jacques Maritain que le jeune homme trouve à publier ses premiers ouvrages à la Nouvelle Librairie nationale : l'Introduction générale à l'étude des doctrines hindoues et Le Théosophisme, histoire d'une pseudo-religion. L'ébauche de ce livre fera l'objet d'articles dans la Revue de philosophie,.
Une partie des sources utilisées par René Guénon sur les activités de la société Théosophique en Inde provient du Baptême de Lumière du Swâmi Narad Mani .
Selon Marie-France James : « Il est important d'être conscient que Guénon a rédigé sa dénonciation de la Société théosophique de Madame Blavatsky — aussi bien que celle de « l'erreur spirite » — afin surtout de contrecarrer les théories « grossières » de la réincarnation et du spiritisme, et de déblayer le terrain... pour laisser place à une théorie plus spiritualiste — « métaphysique » dira Guénon — celle des « états multiples de l'être » dont il amorcera la présentation pour le grand public dans L'Homme et son Devenir selon le Vêdânta (1925), suivi du Symbolisme de la Croix (1931) et des États Multiples de l'Être (1932). »
Dans  Le Théosophisme, histoire d'une pseudo-religion, René Guénon propose une histoire du mouvement créé par H. P. Blavatsky, et en particulier il s'intéressa au rôle et à l'intervention que jouèrent dans celui-ci, des organisations qui sont décrites plus précisément, dans « Le règne de la quantité et les signes des temps », comme relevant de ce qu'il appellera la « pseudo-initiation » ; en particulier, des organisations « pseudo-rosicruciennes » et ne détenant, selon René Guénon, aucune filiation authentique avec les vrais Rose-Croix : la Societas Rosicruciana in Anglia fondée en 1867 par Robert Wentworth Little, l'Ordre de la Rose-Croix ésotérique du Dr Franz Hartmann, etc. Il étudia également le rôle joué par « la question des « Mahâtmas », qui tient une place considérable dans l'histoire de la Société théosophique [...] En effet, cette question est plus complexe qu'on ne le pense d'ordinaire ». Il dénonce le caractère syncrétique du théosophisme, sa connexion avec la théorie de l'évolution dans « La doctrine secrète » (le principal ouvrage de Madame Blavastky), le rôle et les relations qu'entretint la Société théosophique avec une multitude d'organisations « pseudo-initiatiques » : entre autres, l'O.T.O. fondé en 1895 par Carl Kellner et propagé à partir de 1905 par Theodor Reuss, la Golden Dawn, à laquelle appartiendra un nombre important de figures du « néo-spiritualisme » anglo-saxon du début du XXe siècle etc. ; quelques fois il y aura, écrit René Guénon, une connivence avec une action politique liée à « l'impérialisme britannique » et au missionarisme protestant anglo-saxon. En Inde en particulier, il dénonce les connexions marquées avec le théosophisme d'organisations créées au XIXe siècle telles l'Arya Samaj. Il étudie également le rôle d'Annie Besant, qui succéda à H. P. Blavatsky à la tête de l'organisation après la mort de celle-ci, dans l'affaire Krishnamurti. René Guénon conclut que le théosophisme ne peut se revendiquer d'aucune organisation spirituelle orientale authentique, contrairement à ses prétentions, et qu'en particulier ce que celui-ci appelle « La Grande Loge Blanche » n'est « qu'une grossière parodie d'un centre initiatique », et qu'il ne s'agit que d'une production du néo-spiritualisme moderne d'origine purement occidentale. Dans l'article « F.-Ch. Barlet et les sociétés initiatiques » (F.-Ch. Barlet était une figure connue du milieu occultiste parisien de la fin du XIXe siècle), article paru initialement en 1925 dans le Voile d'Isis, René Guénon reproduit le sentiment qu'avait Peter Davidson à l'égard de la Société théosophique, et qu'il met en relation avec le départ de F.-Ch. Barlet de cette même société pour rejoindre une autre organisation d'un caractère plus secret, et dont René Guénon parlera également : la H.B. of L. ou Hermetic Brotherhood of Luxor.
Ce sont précisément certains membres du « cercle intérieur » de la H.B. of L., auquel appartenait Emma Hardinge-Britten, qui auraient produit les phénomènes ayant donné naissance au spiritisme que Guénon va dénoncer dans son ouvrage de 1923 L'Erreur spirite c'est-à-dire un autre courant « anti-traditionnel » né en 1848. René Guénon part pour appuyer cette affirmation de déclarations d'Emma Hardinge-Britten elle-même et qui seront confirmées bien plus tard, en 1985, par la publication aux éditions Archè des documents de la H.B. of L.. Cette dernière organisation aurait reçu en partie, selon René Guénon, l'héritage d'autres sociétés secrètes, dont la « Fraternité d'Eulis » à laquelle appartenait Paschal Beverly Randolph, personnage désigné par René Guénon comme « fort énigmatique » et qui se suicidera en 1875.
René Guénon s'attache à démonter tous les aspects du spiritisme, notamment la théorie de la réincarnation, dont les fondements sont faux parce que, dit-il, impliquant « une limitation de la possibilité universelle » comparable à la théorie nietzschéenne de l'« éternel retour ». Autrement dit, il n'y a jamais de répétition dans la manifestation universelle, et un être ne repasse jamais deux fois par le même état. René Guénon distingue la théorie de la réincarnation de la « métempsycose » des Anciens, il s'oppose à la possibilité de « communiquer avec les morts », propose une explication des phénomènes totalement indépendante du spiritisme, étudie les liens de celui-ci avec l'occultisme français (mot introduit par Alphonse-Louis Constant alias Éliphas Lévi), et dénonce les dangers du spiritisme.
Une critique de cet ouvrage a paru en 1922, signée « Paul Bertrand », pseudonyme du professeur universitaire suisse Georges Méautis.